# Тепловоз 753
Тепловоз 753 (ранее 1988 года серия T 478.3) — тепловоз, выпускавшийся с 1968 по 1977 год на заводе ЧКД для Československé státní dráhy.
Тепловоз создавался для пассажирских перевозок, поэтому оснащён парогенератором для отопления пассажирских вагонов.
Благодаря внешнему виду тепловоз получил прозвище очки или гремучая змея.
Кузов тепловоза — вагонного типа, опирается на две двухосные тележки. На буферном брусе — буфера и винтовая сцепка. Дизельный двигатель K12V230DR развивает мощность 1325 кВт.

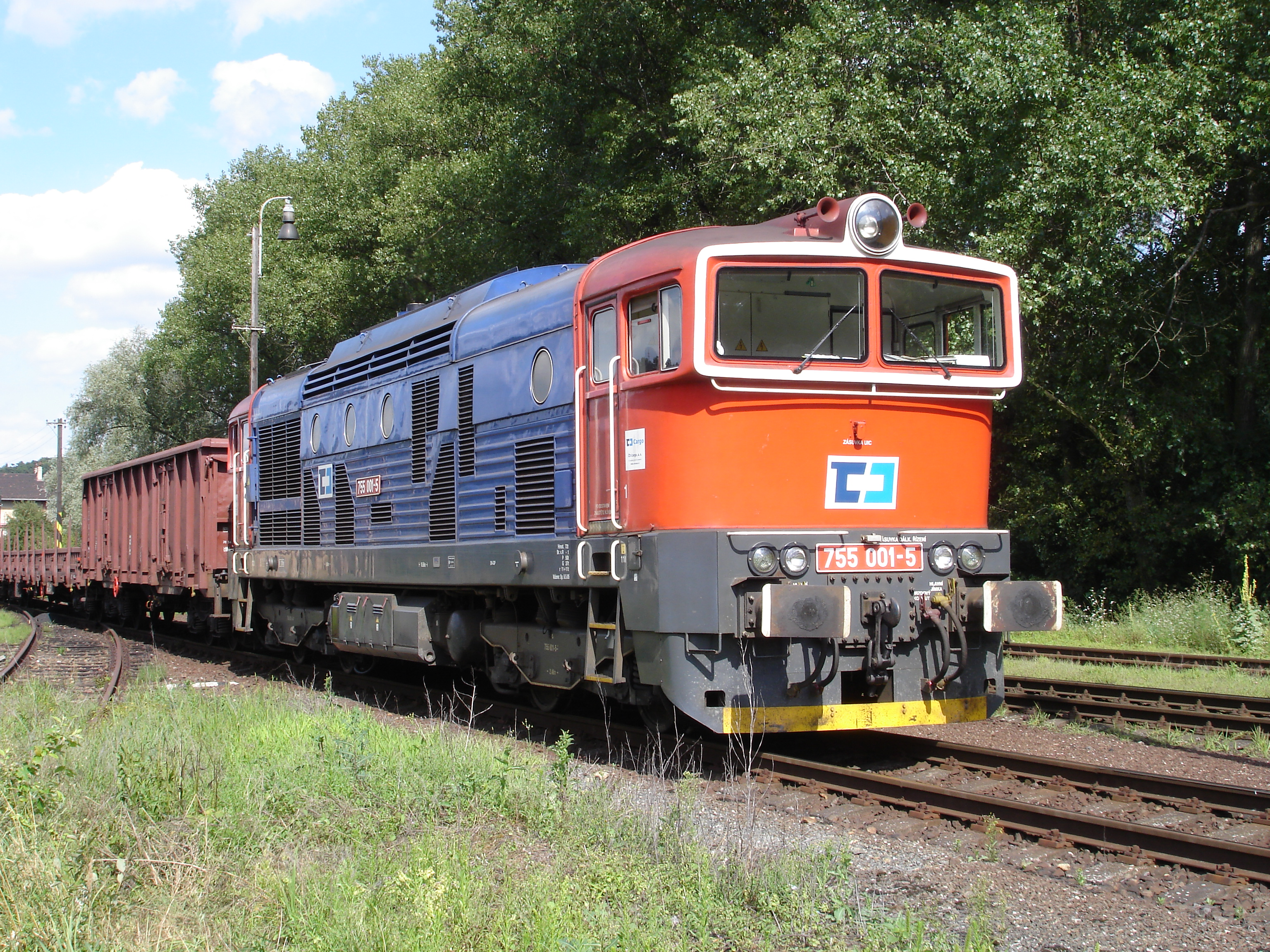
Тепловоз 755

В 1991 году в эксплуатации оставалось 163 тепловоза. На них устаревшая паровая система отопления состава заменена на электрическую.
В 2005 году 2 тепловоза этой серии прошли глубокую модернизацию, после которой им была присвоена серия 755.